# Сфера Лоренца
Сфера Лоренца — метод вычисления локального поля в микроскопической теории диэлектриков. Позволяет найти диэлектрическую проницаемость материала, если известна дипольная поляризуемость частиц материала. Широкую известность получил после выхода в свет классического труда Хендрика Антона Лоренца «Теория электронов и её применение к явлениям света и теплового излучения».

## Описание метода

Сфера Лоренца.

Диэлектрик предполагается состоящим из большого числа независимо поляризующихся частиц-диполей. Каждая частица реагирует на действующее на неё локальное электрическое поле
{\displaystyle \mathbf {E} ^{\rm {loc}}},
которое складывается из заданного электрического поля {\displaystyle \mathbf {E} }, приложенного к образцу диэлектрика, и дополнительного поля (поля взаимодействия) {\displaystyle \mathbf {E} ^{\rm {int}}}, обусловленного поляризацией частиц:
{\displaystyle \mathbf {E} ^{\rm {loc}}=\mathbf {E} +\mathbf {E} ^{\rm {int}}.}
Для вычисления поля взаимодействия {\displaystyle \mathbf {E} ^{\rm {int}}} Лоренц предложил следующий метод. Окружим частицу образца, для которой мы ищем локальное поле, воображаемой сферой некоторого радиуса (см. рис.). Радиус сферы должен быть достаточно велик, чтобы внутрь сферы попало значительное число частиц диэлектрика. С другой стороны, этот радиус должен быть достаточно мал, чтобы приложенное электрическое поле менялось незначительно в пределах выбранной сферы. Первое условие позволяет не рассматривать по отдельности частицы, находящиеся вне сферы, и заменить в этой области дискретное распределение дипольных моментов усредненным непрерывным распределением. Второе условие позволяет предположить, что частицы, попавшие внутрь сферы, поляризованы одинаково, то есть, что их электрические дипольные моменты равны.
Лоренц показал, что поля от отдельных частиц-диполей, попавших внутрь сферы, в сумме компенсируют друг друга (в центре сферы). В результате, поле взаимодействия определяется поляризацией образца вблизи границы сферы Лоренца. С учётом упомянутых выше условий, это поле может быть выражено (см. ниже) через вектор электрической поляризации {\displaystyle \mathbf {P} } (в системе единиц СИ):
{\displaystyle \mathbf {E} ^{\rm {int}}={\frac {\mathbf {P} }{3\varepsilon _{0}}}.}
Таким образом, для локального поля в диэлектрике Лоренц получил выражение
{\displaystyle \mathbf {E} ^{\rm {loc}}=\mathbf {E} +{\frac {\mathbf {P} }{3\varepsilon _{0}}}.}

## Расчёт поля взаимодействия
Найдем дополнительное поле, созданное поляризацией за пределами сферы Лоренца. При указанных выше условиях, такая задача эквивалентна нахождению электрического поля в центре сферической полости, вырезанной в образце однородно поляризованного диэлектрика.
Вырезание полости приводит к тому, что на границе полости появляются связанные электрические заряды. Поместим начало координат в центр полости. Тогда, в сферической системе координат поверхностная плотность связанных зарядов выразится как
{\displaystyle \sigma (\vartheta )=-P\cos \vartheta ,}
где {\displaystyle \ P} — модуль вектора поляризации {\displaystyle \mathbf {P} }, а {\displaystyle \ \vartheta } — угол между положительным направлением вектора {\displaystyle \mathbf {P} } и радиус-вектором в текущую точку на границе сферической полости. Поскольку {\displaystyle \ \sigma } не зависит от {\displaystyle \ \varphi }, вектор искомого электрического поля сонаправлен с {\displaystyle \mathbf {P} } и его модуль равен (проекция на направление поляризации  напряженности поля точечного заряда)
{\displaystyle E^{\rm {int}}=-{\frac {1}{4\pi \varepsilon _{0}}}\oint {\frac {\sigma \cos \vartheta }{r^{2}}}\,dS,}
где {\displaystyle r} — радиус сферы, а интеграл берется по поверхности полости. Учитывая, что в сферической системе координат {\displaystyle dS=r^{2}\sin \vartheta \,d\vartheta \,d\varphi }, получаем
{\displaystyle E^{\rm {int}}={\frac {P}{4\pi \varepsilon _{0}}}\int \limits _{0}^{2\pi }d\varphi \int \limits _{0}^{\pi }\cos ^{2}\vartheta \sin \vartheta \,d\vartheta ={\frac {P}{3\varepsilon _{0}}}.}